# Nördliche Sexegertenspitze
De Nördliche Sexegertenspitze is een 3348 meter hoge berg in de Ötztaler Alpen in het Oostenrijkse Tirol.
De bergtop ligt in de Weißkam, aan het eind van het Pitztal, ten zuidoosten van het Gepatschspeicher, net ten zuiden van de Kaunergrat. De berg is iets lager dan zijn zuidelijke buurtop, de Südliche Sexegertenspitze (3429 meter). Beide toppen van de Sexegertenspitze zijn bedekt door een dikke firnlaag en worden omgeven door gletsjers. Ten noordoosten en ten oosten ligt het zuidelijke deel van de Sexegertenferner, ten westen tot een hoogte van 3100 meter de Wannetferner. Naburige toppen zijn de Hochvernagtspitze (3535 meter) in het zuiden en in het noordwesten, gescheiden door het Wannetjoch (3110 meter), de Hintere Ölgrubenspitze (3296 meter).
De normale route voert vanuit het Pitztal via het Taschachhaus (2434 meter) naar de top.